# Sue (skelet)

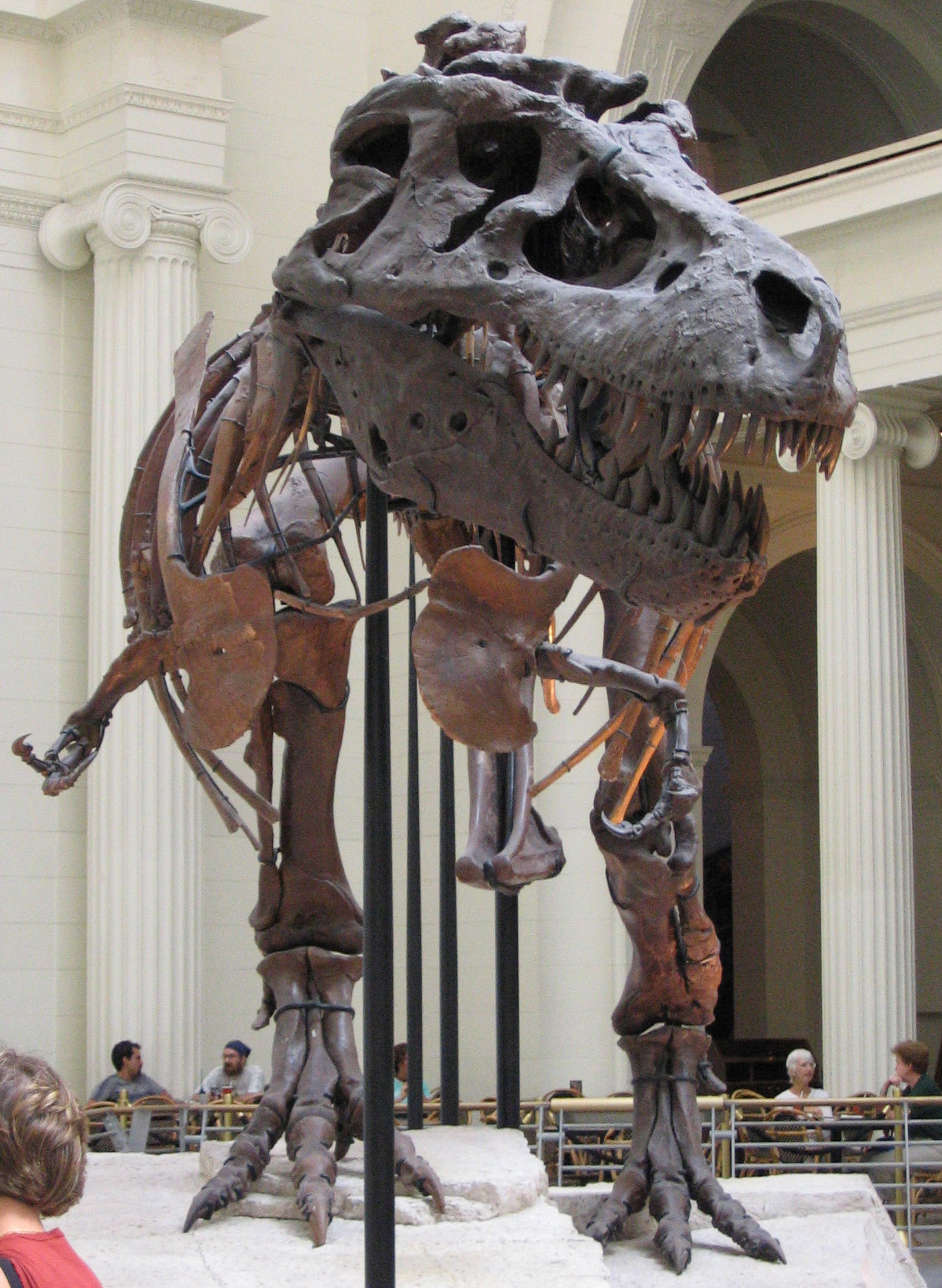
Na vele omzwervingen vond Sue haar voorlopig laatste rustplaats in Chicago; de schedel is een replica. De ontbrekende delen hebben een afwijkende paarse kleur gekregen om duidelijk te maken welk stuk authentiek is

Sue is de bijnaam voor een exemplaar van Tyrannosaurus. Het is het zestiende exemplaar dat ooit van Tyrannosaurus rex is gevonden.
Sue is beroemd vanwege het feit dat ze een van de grootste bekende skeletten van deze dinosauriër is en het compleetste en best bewaarde. Het is overigens niet bewezen dat het werkelijk om een vrouwtje gaat, de bijnaam komt van haar ontdekster, Susan Hendrickson. Nadat het in 1990 bij toeval gevonden werd, is er jarenlang een felle juridische strijd geleverd om de eigendomsrechten op het fossiel. In 1997 werd het voor een toenmalige recordprijs van 7,6 miljoen dollar geveild en wordt nu tentoongesteld in Chicago.

## Vondst

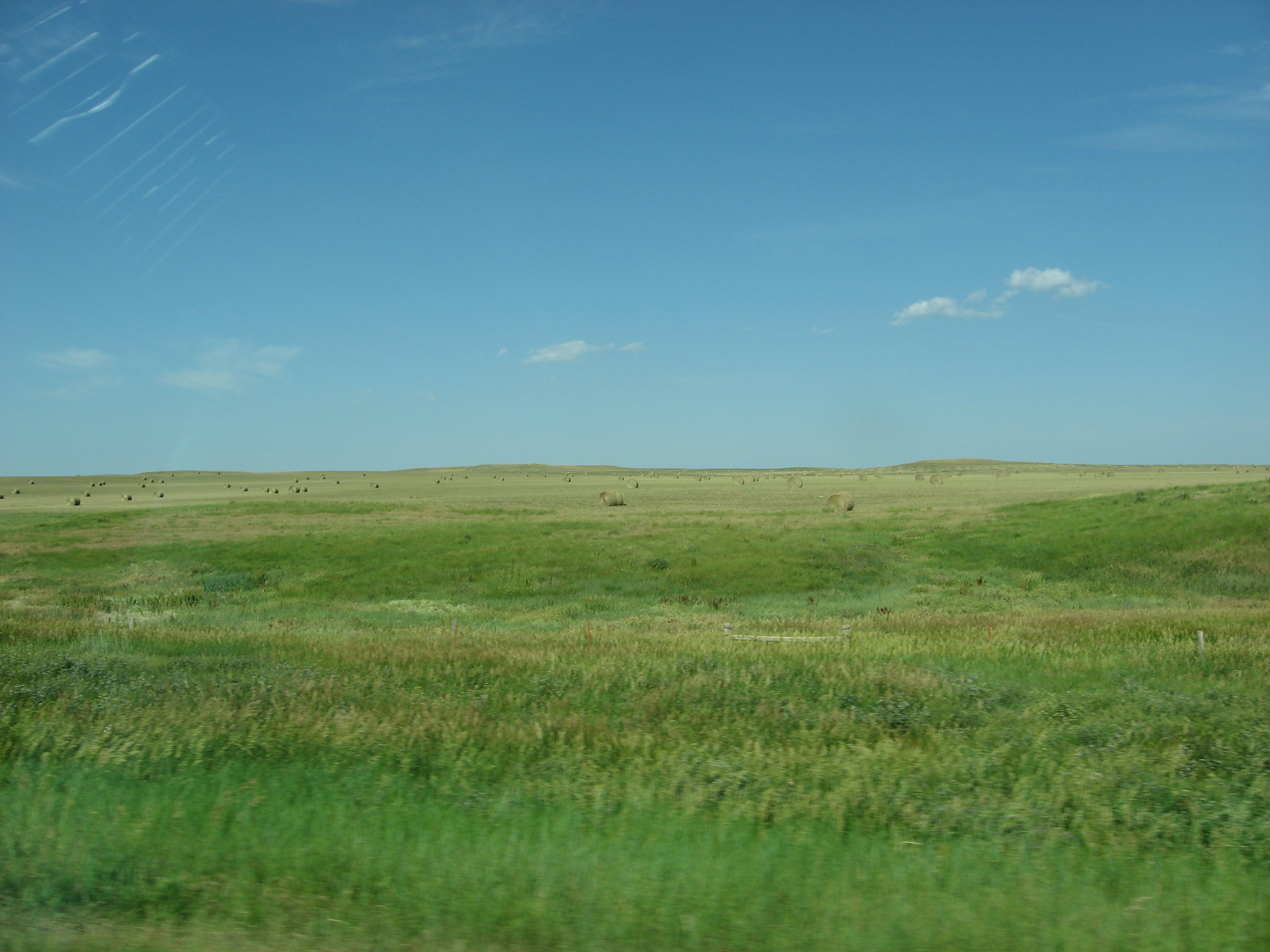
Het landschap rond de vindplaats

Sue werd door fossielenjaagster Hendrickson bij toeval ontdekt op 12 augustus 1990, ten noorden van het plaatsje Faith in Ziebach County, South Dakota. De truck van haar team, dat huiswaarts keerde na een edmontosaurus te hebben opgegraven, kreeg een lekke band en terwijl die door de andere inzittenden verwisseld werd, ging ze op verkenning uit in de omgeving waarbij haar twee wervels opvielen die uit een rotswand staken. Hendrickson werkte op dat moment in opdracht van het commerciële Black Hills Institute van de broers Peter en Neil Larson en toen ze zich realiseerde dat het om een zeldzame tyrannosaurus ging, waarschuwde ze haar medepassagier directeur Peter Lars Larson. Die kocht het fossiel van de grondgebruiker, rancher Maurice Williams, voor $5000, alvorens met het bergen te beginnen. Williams meende dat hij hiermee een uitstekende deal gemaakt had. Tussen 14 augustus en 1 september 1990 werden de resten opgegraven door een ploeg van zes man en daarna ter preparatie naar het instituut gebracht. Behalve Sue zelf werden op de vindplaats nog verdere ontdekkingen gedaan. Er bleek een scheenbeen en een kuitbeen van een tweede, onvolwassen, tyrannosaurus aanwezig. Van een jong dier werd een voorhoofdsbeen gevonden. Een vierde specimen bestond uit een traanbeen — van dit laatste specimen meende Larson echter dat het een ander taxon vertegenwoordigde, Nanotyrannus.
Naast de vier tyrannosauri zaten er ook skeletdelen van Thescelosaurus in de grond, de maaginhoud van een exemplaar van Edmontosaurus, een schedel en schubben van een schildpad, tanden en botten van krokodilachtigen, wervels en tanden van vissen, schelpen en verder gefossiliseerde planten.

## Juridische strijd

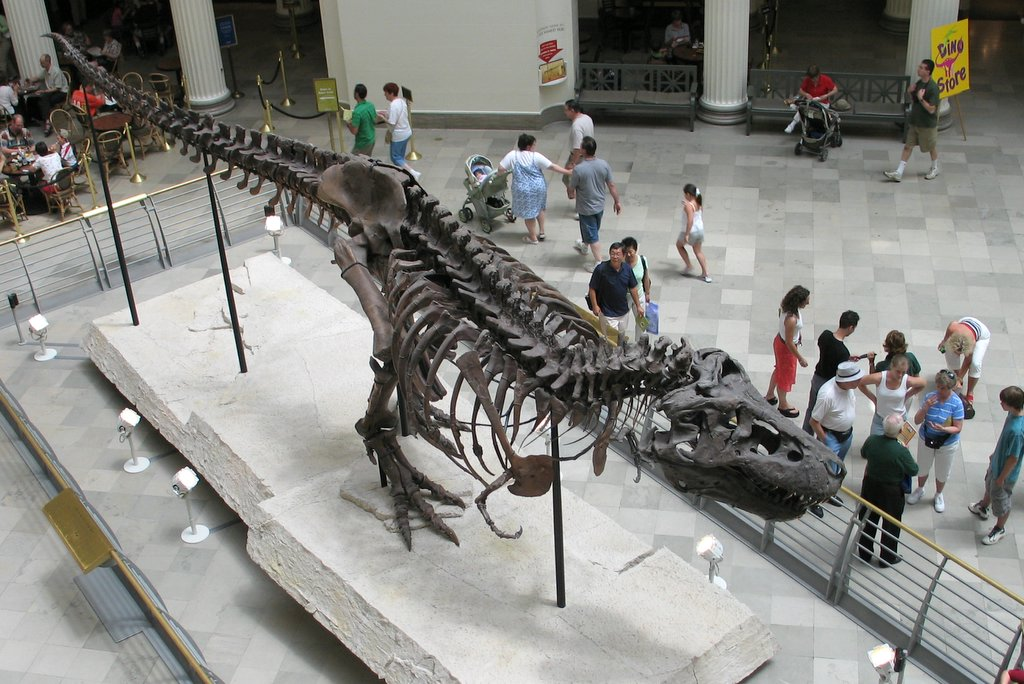
Sue van bovenaf bekeken

Larson gaf grote ruchtbaarheid aan de vondst. Hij hoopte het skelet als publiekstrekker neer te zetten in een toekomstig eigen natuurhistorisch museum en een verdere blijvende bron van inkomsten te scheppen door de afgietsels ervan voor veel geld te verkopen. Hiermee bracht hij anderen op de gedachte dat een object dat zo lucratief kon zijn ook op zich wel een aanzienlijke verkoopwaarde zou vertegenwoordigen. De grond was deel van het stamgebied van de Sioux, i.c. de Cheyenne River Indian Reservation, en zij hadden wettelijk recht op alle oudheden daar gevonden. De straatarme Cheyenne River Sioux Tribe meende dat een tyrannosaurusskelet daar ook onder viel en spande een procedure aan waarin ze de eigendom claimde. Rancher Williams voelde zich bedrogen toen hij in de krant moest lezen dat het fossiel vele honderdduizenden dollars waard zou wezen. Hij voegde zich in het proces en beweerde dat hij het fossiel niet verkocht had maar slechts toestemming gegeven om het te verwijderen. De zaak werd nog ingewikkelder gemaakt door het gegeven dat hij geen grondeigenaar was maar slechts gebruiker (als trust beneficiary) van de grond. Het land als zodanig was federaal eigendom maar de beneficiary had het gebruiksrecht en een wettelijk beschermde positie, om te voorkomen dat oplichters hem op slinkse wijze zijn rechten zouden ontfutselen zoals vele goedgelovige boeren rond 1900 overkomen was. Op 14 mei 1992 nam de FBI met behulp van de National Guard het fossiel in beslag omdat het onrechtmatig van land van de federale overheid verwijderd zou zijn. Het fossiel werd opgeslagen in de South Dakota School of Mines and Technology; Larson mocht er niets meer mee doen met als gevolg dat het in de opslag vochtschade opliep. Het openbaar ministerie besloot er een strafzaak van te maken en Larson, enkele van zijn medewerkers en zijn instituut op 158 punten aan te klagen. Hij werd ervan beschuldigd in het verleden systematisch fossielen van publieke gronden geroofd of geheeld te hebben. Ook zou hij landeigenaren onder het voorwendsel van wetenschappelijk onderzoek ertoe bewogen hebben afstand te doen van fossielen om deze daarna met grote winst te verkopen.

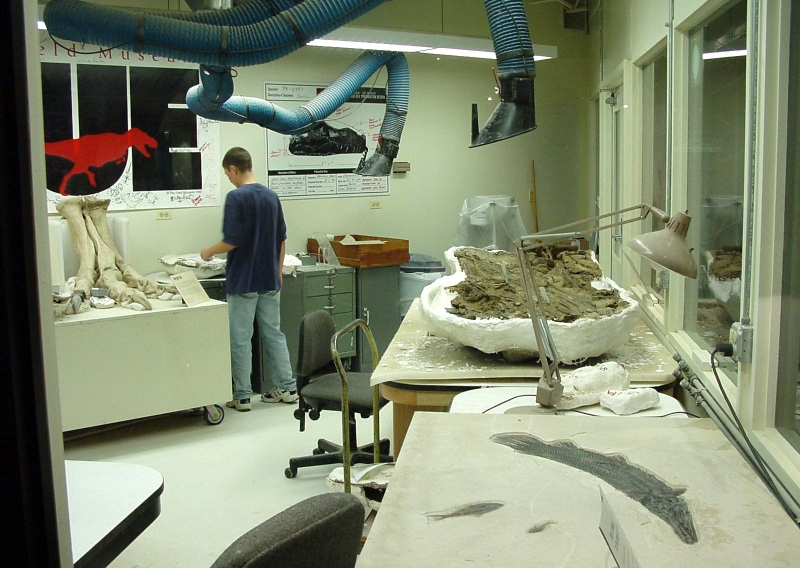
Het McDonald's Lab in Chicago

Jarenlang is onder grote publieke belangstelling in de rechtszaal uitgevochten wie nu precies de eigendomsrechten op deze vondst bezat. Uiteindelijk werden deze op 15 december 1993 toegewezen aan de grondgebruiker, Maurice Williams, die als trust beneficiary door de wet tegen impulsieve verkoop van zijn trusted property van onroerend goed beschermd werd. Doordat Sue oorspronkelijk van de aarde deel uitmaakte, viel ze in die categorie, wat vanuit juridisch oogpunt niet opzienbarend was maar veel paleontologen zeer verbaasde. Williams besloot het fossiel, nadat het niet meer als bewijsstuk in de strafzaak tegen Larson hoefde te dienen, te verkopen. De resultaten overtroffen de stoutste verwachtingen. Sue was vooraf getaxeerd op een miljoen dollar. Tijdens een veiling bij het gerenommeerde Sotheby's op 4 oktober 1997 kocht het Field Museum of Natural History in Chicago het skelet voor 7,6 miljoen dollar ($8.360.000 inclusief 10% veilingcommissie); het arriveerde op 20 oktober bij de nieuwe eigenaar. Het FMNH was in staat geweest de som op te brengen door een inzamelingsactie te houden om te voorkomen dat het exemplaar naar een rijke particuliere verzamelaar in het buitenland zou verdwijnen. De belangrijkste donateurs waren de California State University, Walt Disney Parks and Resorts, McDonald's, en het Ronald McDonald House Charities. Disney en McDonald's verkregen zo het recht om Sue voor reclamedoeleinden te gebruiken; de hamburgerketen maakte daar vooral een campagne van in het kader van de millenniumwisseling.
Pete Larson werd strafrechtelijk vervolgd maar op 29 januari 1996 slechts veroordeeld voor bijkomstige misdrijven die wel met fossielen maar niet direct met Sue van doen hadden. Het belangrijkste was dat hij baar geld niet aangegeven had bij de douane en hij kwam ervan af met een gevangenisstraf van twee jaar en een boete van vijfduizend dollar. De gevolgschade was veel ernstiger; niet alleen was hij het skelet kwijt, hij had bovendien honderdduizend dollar aan advocatenkosten en werd niet gecompenseerd voor zijn uitgaven aan de opgraving en de preparatie, volgens hemzelf 209.000 dollar. Mede door de gratis publiciteit en het vinden van weer andere tyrannosaurusskeletten kwam zijn instituut er echter weer bovenop. Daarbij ruilde hij het copyright op de naam Sue voor een afgietsel van haar skelet en $150.000,- van het FMNH, dat al een prijsvraag voor kinderen had uitgeschreven om de mooiste nieuwe naam te bedenken, die dan Dakota was geworden. De affaire deed veel stof opwaaien en is door Steve Fiffer beschreven in zijn boek uit 2000: Tyrannosaurus SUE - the extraordinary saga of the largest, most fought over T.rex ever found.
De hoge prijs die Sue haalde deed velen beseffen wat voor schatten er in de grond verborgen lagen. Dit leidde tot de zogenaamde Tyrannosaur Bonanza waarin de schatzoekers na 1997 nog eens enkele tientallen specimina van Tyrannosaurus uit de grond haalden. Sommige daarvan brachten inderdaad weer miljoenen dollars op maar het kon ook gebeuren dat exemplaren voor nog geen honderdduizend dollar van eigenaar wisselden, minder dan een kunsthars afgietsel kost. Op 6 oktober 2020 verloor Sue haar status als duurste tyrannosaurusskelet ooit toen Stan voor 31,8 miljoen dollar geveild werd.

## Beschrijving

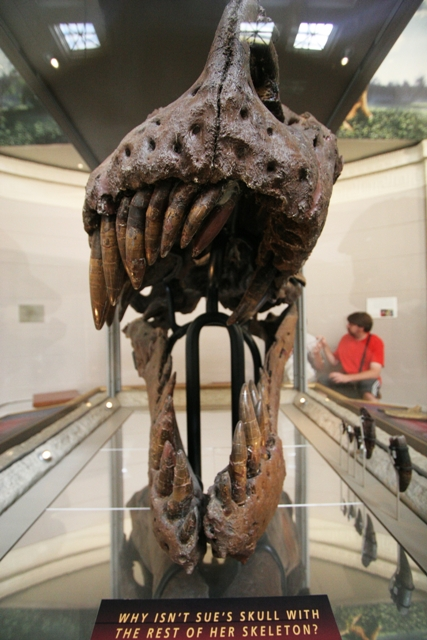
De oorspronkelijke schedel

Sue stierf ongeveer 67 miljoen jaar geleden in Zuid-Dakota, V.S.. De laag in de Hell Creek Formation waarin ze gevonden werd is relatief oud, vijftien meter boven de grens met de onderliggende Fox Creek Formation. Door het snelle, gunstige fossilisatieproces bleef ze zeer goed geconserveerd. Ten dele lag het skelet nog in verband; sommige stukken waren door het water wat verplaatst. In totaal werden 219 skelet-elementen geborgen, 73% van het totaal. Bewaard zijn gebleven: een volledige schedel, negen halswervels, elf ruggenwervels, vijf sacrale wervels, zesendertig staartwervels, dertien nekribben, negentien ribben, vijfentwintig chevrons, een volledige schoudergordel inclusief vorkbeen, de rechterarm inclusief delen van de rechterhand, het grootste deel van het bekken, en de beide achterpoten minus linkervoet met uitzondering van een teenkootje. Volgens de meeste onderzoekers is het vermeende vorkbeen echter een buikrib ofwel gastrale.

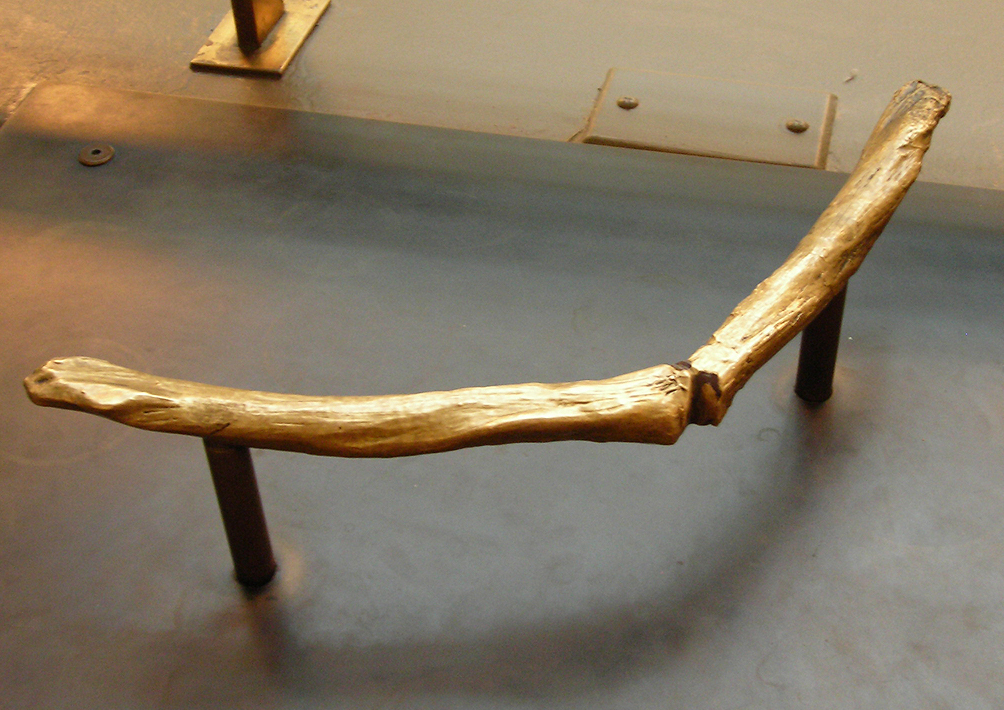
Een bronzen afgietsel van het vermeende vorkbeen dat in het echt vermoedelijk een buikrib is

Sue was in 1997, zeven jaar na de berging, nog steeds niet volledig geprepareerd. Met geld dat over was van de inzamelingsactie werden twee speciale laboratoria ingericht, het ene in Chicago (vernoemd naar McDonald's) en het andere in Disney's Animal Kingdom, waar de botten voor het oog van het publiek uit het gesteente werden geprepareerd, schoongemaakt en verhard, wat zo'n vijfentwintigduizend manuren vergde. Het skelet werd daarna in Chicago met grote moeite en precisie in elkaar gezet. Ontbrekende botten, waaronder een paar halswervels en enkele teenklauwen werden gemaakt van kunsthars en gipsafgietsels. In mei 2000 werd het tentoongesteld, de schedel apart, zodat de schedel op het skelet een replica is; ook is deze wat gefatsoeneerd omdat de echte kop iets vervormd is geraakt tijdens zijn verblijf in de aarde. De bekende paleontologisch illustrator John Gurche schilderde op de wand van de tentoonstellingsruimte, de Stanley Field Hall, een plakkaat dat Sue in levenden lijve toont.
Sue is een bijzonder groot exemplaar. De totale lengte werd eerst geschat op 12,8 meter maar is later bijgesteld naar 12,3 meter. Ze is ook tamelijk robuust met een geschat gewicht van 5654 kilogram. Die robuuste vorm heeft het vermoeden opgeroepen dat het om een vrouwtje zou kunnen gaan; die waren vermoedelijk zwaarder dan de mannetjes. De schedel is 1394 millimeter lang. De twee dijbeenderen verschillen in lengte: 1321 en 1308 millimeter. Onderzoek naar groeiringen in het bot wees uit dat Sue vermoedelijk 28 jaar oud was toen ze stierf. Tot de vondst van Trix in 2013 was dat de hoogste leeftijd die ooit bij een tyrannosaurus-exemplaar is gemeten, en een mogelijke alternatieve verklaring voor de zware bouw.
Sue is het grootste en meest complete tentoongestelde echte tyrannosaurusskelet ter wereld. Larson duidde het exemplaar aan als BHI 2033, in het museum is FMNH PR 2081 het inventarisnummer. Naast het originele skelet werden ook volledige kunsthars skeletafgietsels gemaakt. Eén daarvan wordt in het Field Museum bewaard ter referentie, een staat in Disney World en twee werden gebruikt voor een reizende tentoonstelling van McDonald's.

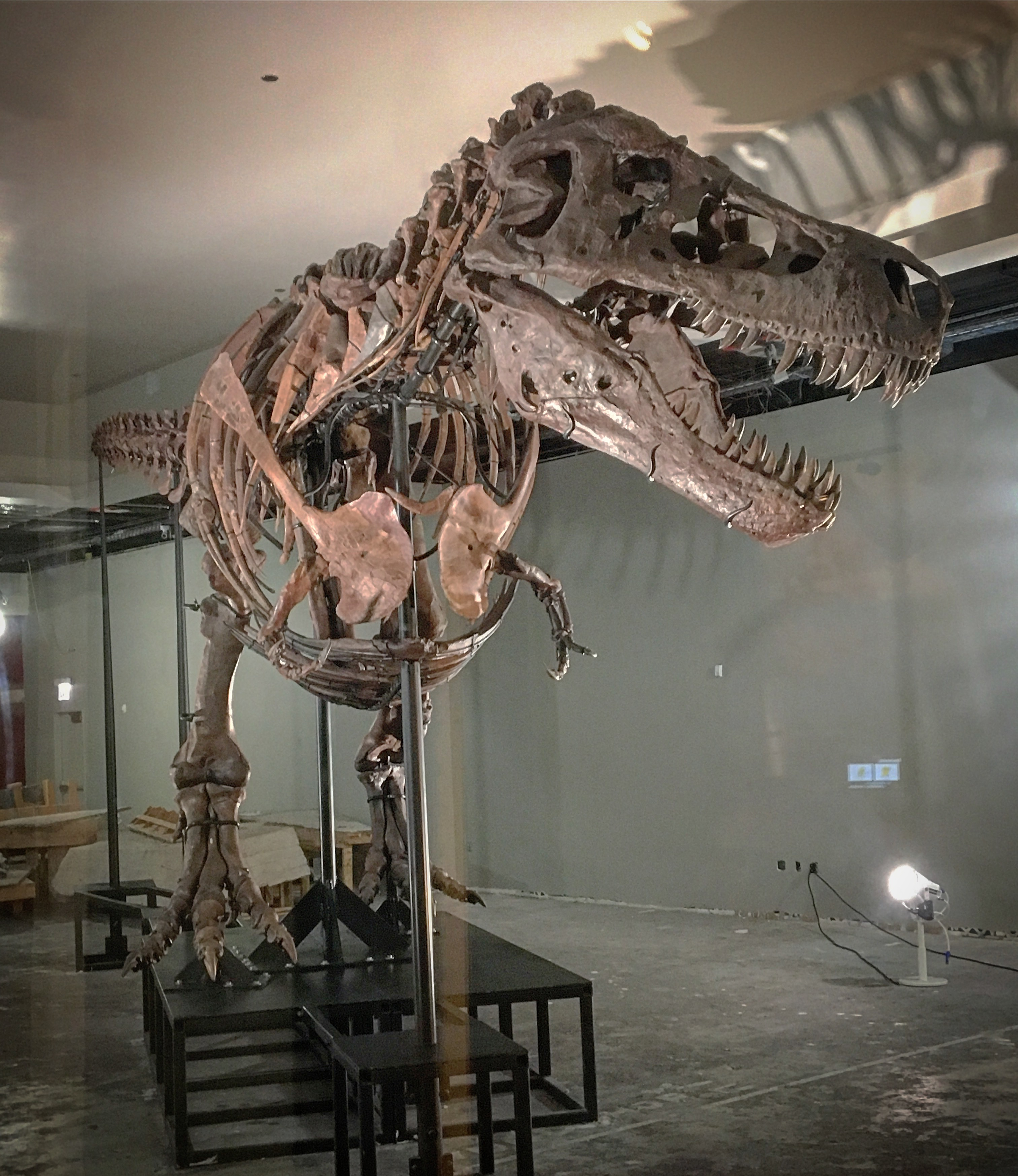
Sue na de restauratie in 2018

Vanaf februari 2018 werd Sue onttakeld om haar in december 2018 in de nieuwe tentoonstellingsruimte Evolving Planet te plaatsen. Daarbij werden voor het eerst ook het vorkbeen en de buikribben correct gerestaureerd. In haar plaats werd in de Stanley Field Hall een afgietsel van Patagotitan neergezet.

### CAT-scans
In augustus 1998 werden er CAT-scans gemaakt van Sue`s schedel en andere skelet-elementen. Omdat de kop wat te groot was voor standaard medische apparatuur werd er gebruikgemaakt van een industrieel systeem van Rocketdyne, een dochter van Boeing, dat normaal secties van de space shuttle op lasfouten controleerde. Het resultaat was een virtuele reconstructie van Sue`s cranium in 758 tomogrammen. Door het scannen van de goed bewaarde hersenpan kon men een apart virtueel beeld maken van de vorm van de hersenen. Deze bleken ongeveer dertig centimeter lang. De relatieve herseninhoud, de encefalisatiequotiënt, was niet erg hoog voor een zoogdier, maar wel groot voor een dinosauriër. Dat haar intelligentie ten opzichte van huidige zoogdieren beperkt was, betekent niet dat Sue  slecht aangepast was aan haar omgeving of voor de rol die ze daarin moest spelen. De intellectuele capaciteiten zijn niet per se het belangrijkst voor een dier. Zintuigen zijn vaak belangrijker en bovendien is het verband tussen absolute en relatieve hersengrootte enerzijds en intelligentie anderzijds nog slecht begrepen.

### Verwondingen en ziekten

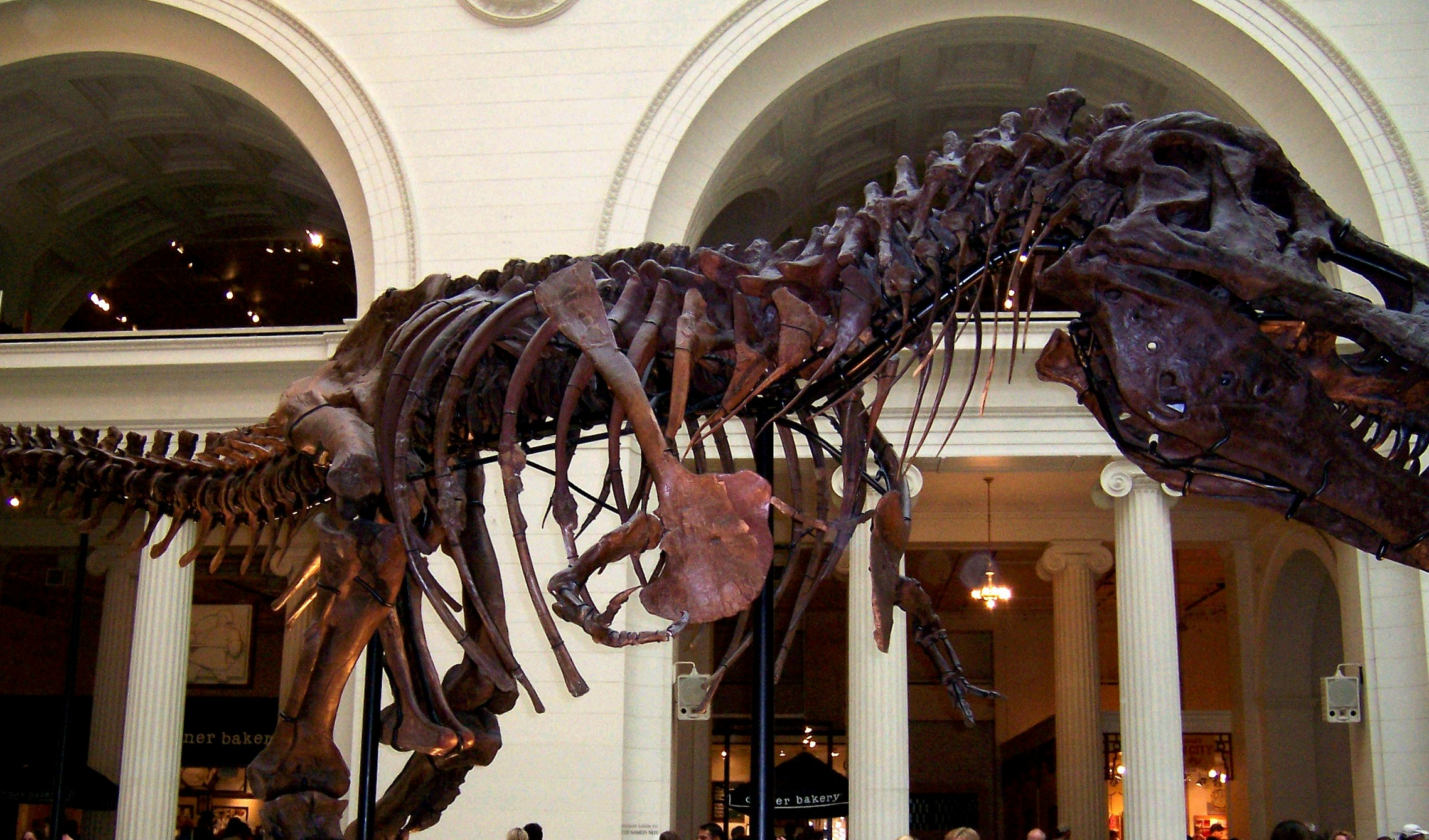
De breuk in het rechterschouderblad is duidelijk zichtbaar

Bij de oorspronkelijke preparatie door het team van het Black Hills Institute kwam men tot de conclusie dat Sue enkele bijzondere verwondingen had opgelopen. Om te beginnen had ze kennelijk ooit een zware stoot in haar rechterzijde gehad die haar rechter schouderblad ontwricht had, een pees in de rechterarm afgescheurd en drie van haar ribben gebroken. De wonden waren geheeld, maar een van de ribben bleef in twee stukken met een klomp verhard weefsel aan een van de uiteinden van de breuk. Deze wond was niet dodelijk geweest. De tweede wond is een vreemde, op haar staart. Drie wervels leken min of meer geplet. Dit werd verklaard als een ongeluk tijdens de paring; het mannetje zou mogelijkerwijs op de staart zijn gaan staan. Dit was dan een aanwijzing dat Sue wellicht een vrouwtje was. De derde wond was een gebroken kuitbeen in het linkeronderbeen. Meestal zijn gebroken poten fataal voor een roofdier, omdat het dan niet meer kan jagen en omkomt van de honger. Sue overleefde, want de verwonding is genezen. Het onderzoeksteam dacht dat ze door een andere tyrannosaurus was beschermd, waarschijnlijk een mannetje. Dit zou ons een zeldzame blik gunnen op het sociale leven van Tyrannosaurus. De vierde wond zou wel dodelijk geweest zijn: een beet achter in de schedel. Deze is niet genezen, wat aannemelijk maakt dat ze eraan gestorven is. Er waren daarnaast nog enkele bijtsporen op de schedel. Dit zou naast de sporen van een conflict ook een gevolg van een paring kunnen zijn. Echter, als Sue een mannetje is, dan komt het waarschijnlijk van een territoriaal gevecht, of een gevecht met een vrouwtje dat hem niet in de buurt wou hebben.

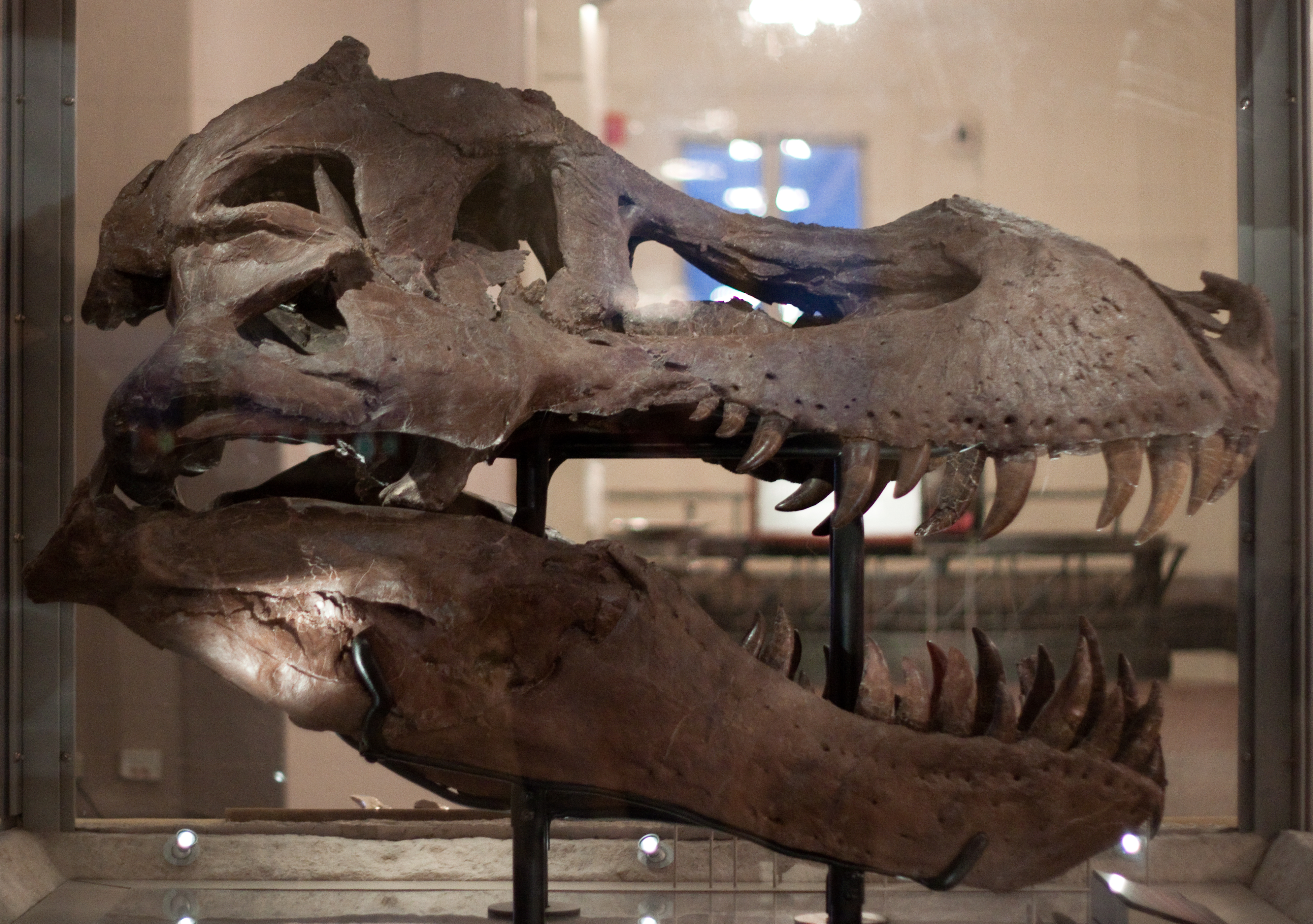
De meeste onregelmatigheden in de schedel bleken geen gevolg van gevechten

Een geheel andere verklaring voor de meeste van deze kenmerken kwam in 2003 echter van paleontoloog Christopher Brochu, die van het FMNH de opdracht had gekregen Sue in een aantal wetenschappelijke monografieën volledig te beschrijven. Alleen de botsing in de schouder zou zich echt hebben voorgedaan. De zogenaamde breuk in de staart zou een gevolg zijn geweest van artritis, overeenkomstig haar hoge leeftijd, waardoor drie wervels waren vergroeid en misvormd. Het kuitbeen zou helemaal niet gebroken zijn geweest: de illusie van een geheelde breuk zou veroorzaakt zijn door het zwellen van een infectiehaard. Daarbij zou een echte breuk het dier ook niet invalide hebben gemaakt; het kuitbeen is bij Tyrannosaurus nauwelijks meer functioneel doordat het scheenbeen het gewicht draagt. De afwijkingen aan de schedel interpreteerde hij als infectiesporen, niet als bijtsporen. Volgens een studie uit 2008 zou dit kunnen komen van een parasiet verwant aan de huidige Trichomonas. De vermeende fatale schedelwond zou zelfs helemaal niet bestaan hebben maar gewoon een latere breuk in het fossiel vertegenwoordigen.

## Sueals een aparte soort
Sue behoort hoogstwaarschijnlijk tot de soort Tyrannosaurus rex. Driemaal echter is een aparte soort van het geslacht Tyrannosaurus benoemd met Sue als naamgevend specimen ofwel holotype. Het beroemdste geval deed zich voor in 1996. Toen vernoemde Stephan Pickering, een dilettant op het gebied van de paleontologie, in een nieuwsbrief een Tyrannosaurus stanwinstonorum, een vermeende soort binnen T. rex, welke laatste door hem als een "superspecies" gezien werd. De soortaanduiding verwijst naar Stan Winston, een expert op het gebied van special effects, in het bijzonder animatronica, en eert meteen diens hele familie: vandaar het genitief meervoud. Donald Glut begreep dit laatste niet en emendeerde de naam in 1997 grammaticaal incorrect en overbodig tot T. stanwinstonorus. Sue had al eerder een tyrannosaurussoort opgeleverd toen in het 1 oktober 1990-nummer van Newsweek ervoor de naam Tyrannosaurus gigantus opdook. De soortaanduiding had in correct Latijn eigenlijk giganteus moeten zijn. Geen van beide soorten wordt echter door reguliere wetenschappers als geldig beschouwd. Voor T. stanwinstonorum werden geen onderscheidende kenmerken aangegeven die werkelijk anders waren of meer dan een individuele variatie betroffen. T. gigantus was niet serieus bedoeld en was niet voorzien van een beschrijving zodat het hoe dan ook een nomen nudum is. In 2022 werd Sue het holotype van een Tyrannosaurus imperator, benoemd door Gregory S. Paul e.a. Ook hiervan werd de geldigheid onmiddellijk betwijfeld.